# Brogyányi Kálmán
Brogyányi Kálmán (Felsőkocskóc, 1905. június 5. – Yonkers (USA), 1978. október 9.) művészeti író, művészettörténész, publicista.

## Élete
A pozsonyi egyetemen magyar és francia irodalomtörténetet, valamint művészettörténetet tanult. 1928-tól együttműködött a Sarló mozgalommal, később eltávolodott tőle. A pozsonyi Kunstverein – Művészegylet, valamint a Csehszlovákiai Magyar Tudományos, Irodalmi és Művészeti Társaság művészeti osztályának titkáraként számos képzőművészeti kiállítást szervezett.
1930-ban szerkesztette a Magyar Diákszemlét, 1931–1938 között a Forumot, illetve több lap, például a A Nap, Prágai Magyar Hírlap, Új Szó, Vetés munkatársa volt. Kritikai és művészettörténeti munkássága egyedülálló. Az 1930-as évek közepén elfordult az avantgárdtól. 1939–1942 között a pozsonyi magyar könyvtár vezetője, 1943-ban a Magyar Hírlap munkatársa. 1945-ben a rövid életű, nyilas szellemiségű Magyar Szó főszerkesztője lett.
1946-ban a pozsonyi népbíróság elítélte, de 1947-ben megszökött és Ausztriába menekült. 1951-ben az Amerikai Egyesült Államokba emigrált és haláláig a New York melletti Yonkersben élt. 1994. szeptember 10-én a pozsonyi Szent Márton-temetőben lévő családi sírboltba helyezték hamvait.
1938-tól a Magyar Kulturális Tanács és a pozsonyi Magyar Ház előkészítő bizottságának tagja.

## Művei
- Festőművészet Szlovenszkón. Tanulmány; Kazinczy Könyv- és Lapkiadó, Košice-Kassa, 1931 (Kazinczy könyvtár)[4]
- A fény művészete. Vázlat; Forum, Pozsony, 1933
- Pálffy Péter festőművész; Litera Ny., Bratislava, 1940 (A Képzőművészeti Egyesület művészkönyvei)
- Magyar könyvtári szolgálat; előszó Csáky Mihály; Toldy-Kör, Pozsony, 1941 (Bibliotheka Istropolitana)
- 1941 A szlovákiai magyar művészek seregszemléje. Új Élet 10/3, 85-87.
- A fény művészete. Vázlat; AB-art, Pozsony, 2004